# روني براون (لاعب كرة قدم)
روني براون (بالإنجليزية: Ronnie Brown)‏ (26 ديسمبر 1944 بسندرلاند في المملكة المتحدة - ) هو مدرب كرة قدم ولاعب كرة قدم بريطاني في مركز جناح ‏. لعب مع برادفورد سيتي ونادي بلاكبول ونادي بليموث أرجايل.

## وصلات خارجية
- روني براون على موقع قاعدة بيانات كرة القدم.إي يو (الإنجليزية)